# GOTHAM/ゴッサムのキャラクター一覧
『GOTHAM/ゴッサム』（Gotham）は、ブルーノ・ヘラーが企画したアメリカ合衆国のクライムテレビドラマであり、DCコミックスのバットマン・フランチャイズを基として若年期のジェームズ・ゴードンとブルース・ウェイン、オズワルド・コブルポットの3人を中心に様々なキャラクターが登場し、中には後にバットマンとなるブルースと深い因縁を持つ事になるキャラクターも多数いる。

## メイン

### 最重要人物
ジェームズ（ジム）・ゴードン
演 - ベン・マッケンジー、日本語吹替 - 小野大輔
ゴッサムシティ警察の新米刑事 で、退役軍人。父親は元ゴッサムシティ地方検事であり、ジェームズが13歳の時に自動車事故で亡くなっている。
シーズン1
腐敗したゴッサム市警の中でブルース・ウェインの両親殺害事件などの捜査をするが進捗せず苦悩し、。婚約者のバーバラとも破局してしまう。周囲の警告を無視し事件の捜査を進めるも、ゴッサム市長ジェームズや警察本部長ローブの手によってアーカム・アサイラムの看守として左遷されてしまう。しかしエレクトロキューショナーを逮捕した功績で市警に復帰する。その後はアーカムで出会ったレスリー（リー）と恋仲になる。
腐敗を止めるためにローブの秘密を利用して警察官組合の会長に推薦させた一方で、連続殺人鬼オーガによってバーバラは精神に異常をきたしアーカムに収監されることになる。
シーズン2
ゴッサム市警を解雇されるがコブルポットとの取引でゴッサム市警に復帰する。しかしその過程で借金の取立てを行ったクラブの店主を殺してしまいコブルポットに弱みを握られてしまう。
新本部長エッセンが殺されたのを機に刑事に復帰したブロックと再び相棒となり、元軍人のバーンズが上司となる。
そんな中、新たにゴッサムに現れたテオとタビサのギャラバン兄妹が、マニアックスや聖デュマ騎士団のメンバーを裏で扇動してゴッサムに混乱をもたらそうとしているのに気付いて、逮捕に奔走する。刺客となったバーバラは転落して瀕死の重傷を負う。前市長拉致容疑でテオを逮捕するも、脅迫された前市長のコブルポットを犯人と名指しする証言で釈放される。聖デュマ騎士団によってブルースが殺されそうになり、自身も指名手配に追い込まれる。ブロックやアルフレッド、コブルポットと協力し、ブルースを救ってテオを銃殺する。
ニグマの罠で、警官殺しの容疑を掛けられてブラックゲート刑務所へ送還され、テオ殺害に由来する自暴自棄から妊娠したリーに別れを告げるが、ブロック達の手引きで脱走する。ニグマのクリステン殺しを暴いて冤罪を晴らすも、リーは流産してゴッサムから姿を消す。
テオをアズラエルとして蘇らせゴッサムに放ったのがストレンジである事を突き止め、黒幕が画策したアーカムの爆破を阻止する。アーカムから脱走した怪物達の確保をブロックに託し、リーを探すためにゴッサムを去る。
シーズン3
リーが他の男と暮らし始めたのを知って身を引き、賞金稼ぎとなる。ジャービスに恨まれてリーが標的にされ、恋仲になっていた記者のバレリーも銃撃され、命は取り留めたものの破局となる。
ジャービスの逮捕後、刑事に復帰する。バーンズがアリスのウィルスの影響を受けて私刑に走りアーカムへ収監されてしまう。リーの婚約者でファルコンの息子でもあるマリオがジャービスにウィルスを打たれて結婚式の日に暴走して殺さざるを得ない。リーとファルコンの双方からは激しい恨みを買い、ザーズによって命を狙われるが、バーンズの様子を見て真実に気付いたリーがファルコンを説得して思いとどまらせる。
その後、叔父のフランクと再会し、彼と父がブルースの両親の死に関わる秘密結社「梟の法廷」のメンバーで、組織を裏切ろうとした父はフランクの命令で暗殺されたことを聞く。梟の法廷に潜入する。露見して刺客となったバーンズの襲撃を受けるが、ゴッサム市警での戦いで制圧する。
恨みを募らせ自らウィルスを打ったリーに拉致され、地中深くへ生き埋めにされてしまい、ウィルスを自ら体内に注入して脱出する。ウィルスのために暴走しながらも、ワクチン製作の鍵となるストレンジとジャービスの確保に乗り出すが、フィッシュを殺害してしまい、リーによってゴッサムから連れ出されそうになる。
警察官としての信念を選んだゴードンは、リーと自分をワクチンで治療する。
シーズン4
犯罪許可証を発行して犯罪を合法化したペンギンと敵対する。ペンギンと戦うために手を組んだソフィア・ファルコンの策動で警部に昇進する。兄を殺されたソフィアに復讐され、リーを傷つけられてソフィアを倒す決心をする。ソフィアが雇ったピッグが多くの人を殺したことで、罪の意識に悩む。ジェレマイアが市中に爆弾を仕掛けたために市民を避難させ、自分は残る。
シーズン5
封鎖されたゴッサムに残り、警察を率いて犯罪者たちから市民を守る。貴重な物資を奪おうとしたペンギンの脚を撃つ。避難民が暮らすヘイブンの爆破犯を探すためにペンギンと協力するが、爆破犯としてペンギンに処刑されそうになったザーズを救う。ヘイブンの爆破犯はニグマであるが、上司ウォーカーの命を受けた戦友のエドゥアルド・ドランスに脳内チップで操られていたことを知る。ニグマのチップを破壊し、ドランスに致命傷を負わせ、リーに襲われるも彼女の脳内チップを破壊する。バーバラに自分の子を妊娠したことを伝えられる。ジェレマイアが拡散しようとした毒物を川に放出せざるを得ず、ゴッサムの封鎖は継続となる。外部との連絡を絶ち、植物にゴッサムを支配させようとするアイビーの企みで狙撃されるが、治療したリーと結婚する。その後ナイッサとベインによってゴッサムを崩壊させられそうになるもゴッサムを守りきる。本部長になり、10年後にブルースが戻ったときに自身は引退しようとする。だがジェレマイアにウェインタワーを爆破されられそうになり、娘をジェレマイアから救ってくれたバットマンに協力し引退を遅らせる。
ブルース・ウェイン / バットマン
演 - ダヴィード・マズーズ、日本語吹替 - 田村睦心
何者かに殺害された資産家のトーマス・ウェインとマーサ・ウェイン夫妻の1人息子。残された莫大な資産と会社を受け継ぎ、執事のアルフレッド共に事件の犯人を追うゴードンに協力する。
後に「バットマン」として犯罪者と戦う事になる。
シーズン1
両親の死によって心に傷を負った復讐心から、殺した犯人の正体を探りつつ、同時に父の会社ウェイン・エンタープライズの腐敗を調べる。両親の殺害現場を目撃していた少女セリーナ・カイルと心を通わせ、ウェイン邸の父の書斎にある隠し階段の存在を突き止める。
シーズン2
アルフレッドから訓練を受けながらも、両親の死の真相を追求し、父の秘密を知って苦悩する。
ジェローム・ヴァレスカに襲撃されるもテオ・ギャラバンに救われ、会社の経営権と引き換えに両親の死に関する情報の提供を持ち掛けられるも拒否する。片思いしていたシルバーの本性と両親を殺した犯人を知る。その後、テオ率いる聖デュマ騎士団によって捕らわれ、シルバーと共に脱出するも失敗する。シルバーを許し、「ゴッサムの息子」として殺されそうになるが、駆け付けたゴードンやアルフレッドによって助け出される。マローンを殺そうとするが、マローンは自殺してしまい、それを機に犯罪者達の心理等について知るべくセリーナと共に町の通りで過ごす。
ウェイン邸に戻り、父がブラックゲート刑務所に収監されていたカレン・ジェニングスと出会っていた事を突き止める。カレンが「パインウッド・ファーム」と呼ばれているアーカム・アサイラムの地下施設「インディアン・ヒル」で、ヒューゴー・ストレンジにより非道な改造を受け、施設を閉鎖した父に救われていたことを知るも、カレンはストレンジが差し向けたMr.フリーズに殺されてしまう。親友ブリジットの生存を聞かされたセリーナがアーカムに乗り込んだため、ゴードンやルーシャスと共にアーカムへ乗り込む。両親の死の黒幕である秘密委員会の存在を知る。
シーズン3
ウェイン・エンタープライズの重役会でインディアン・ヒルに関する告発を行おうとするも、梟の法廷の代表であるキャサリンに拉致されてしまい、周りの人間の命を狙わないことと引き換えにこれ以上の調査を諦めると約束させられる。自身によく似た少年514Aをウェイン邸に置くも、自身に成りすましてセリーナに接触する様になった為に対立し、逃走されてしまう。
アイビーが盗んだネックレスに隠されていた鍵が切っ掛けで、秘密委員会の正体である梟の法廷に辿りつき、アルフレッドやセリーナと共に手掛かりとなる水晶の梟を手に入れるも、甦ったジェロームに壊され、拉致されるも、脱出してジェロームに打ち勝つ。
自身のクローンであった514Aと入れ替えられる形で梟の法廷に拉致され、そこで出会ったシャーマンによって両親の死を始めとする過去の追体験をさせられ、洗脳され、修行を受けて怒りを制御する事を教えられる。そして、アリスの血から作り出されたウィルスでゴッサム粛清の実行役をさせられそうになるが、アルフレッドによって阻止される。しかし洗脳は解けず、シャーマンが最後に残した言葉に従って梟の法廷を陰から操っていた悪魔の頭（デーモンズ・ヘッド）の首魁・ラーズ・アル・グールに接触し、言う通りに捕われのアルフレッドを刺してしまうが、正気を取り戻す。
しばらく後、ブルースは漆黒のスーツに身を包んで素顔を隠し、強盗に襲われそうになっていた家族達を救い出す。
シーズン4
犯罪が合法化されたゴッサムでルーシャスから貰った特殊スーツに身を包み犯罪者を取り締まる。ラーズを殺したことで罪の意識に苦しみ、アルフレッドを解雇し享楽にふける。改心してアルフレッドに復帰を請う。"影の同盟"のバーバラに反対する勢力に拉致され、血液を使ってラーズを復活させられる。再びラーズを殺す。ジェレマイアが市中に爆弾を仕掛け、市民が非難する中、自分は残る。
シーズン5
脊髄を負傷したセリーナとともにゴッサムにとどまり、外部から物資を輸送させる。アイビーから貰った種でセリーナを回復させる。ゴードンを助けてテレサ・ウォーカーとドランスがヘイブンを爆破したことを本土のマスコミに知らせる。ジェレマイアと闘って毒液の中に落とす。アイビーに操られて川を汚染しようとするが、セリーナによって正気に戻される。ゴッサムは本土と連絡されるが、力不足を感じて旅に出る。10年後、ゴッサムに帰り、アルフレッドとルーシャスの協力でバットマンとなりヴィランたちと戦う。
オズワルド・コブルポット / ペンギン
演 - ロビン・ロード・テイラー、日本語吹替 - 阪口周平
「ペンギン」というあだ名で呼ばれる暗黒街に身を置く男。追い詰められると卑屈になる傾向がある等、情けない面も目立つが、上昇志向が異様に強く、自身を愛してくれたただ一人の人物である母・ガートルドの為に、闇の世界で伸し上がる事を目論む。戦闘能力は決して高くないが、僅かな隙を見逃さずに反撃に転じる狡猾さと、持ち前の強い悪運で、何度死の淵の危険に晒されながらも、しぶとく生き延びており、再起を繰り返している。
シーズン1
当初はフィッシュ・ムーニーのギャング団の下っ端で、傘持ち担当であった。フィッシュを追い詰める情報を重犯罪課に密告したことがバレて半殺しになるが、ゴードンの機転で生かされてその後も友好関係を保つ。フィッシュのボスであるファルコンの命令で、ライバルのマローニの手下となって内通し、その功でフィッシュの転落後にそのナイトクラブを引き継ぐ。その後、ファルコンとマローニの抗争を仕組み、マロー二を殺害しギャングの頂点に立ったフィッシュをビルの屋上から突き落とした結果、ゴッサムシティのギャングのトップに登り詰める。
シーズン2
警察官を解雇されたゴードンと取引をして借金の取り立てをさせ、ローブを脅してゴードンを復帰させるのと同時に市警本部長を辞任させる。ギャラバン兄妹に母を人質にされ言いなりとなる形で市長候補を襲い続けるが、洗脳を解かれたブッチに裏切られてしまい、目の前でタビサに母を殺されてしまう。テオへの復讐にも失敗し、ニグマに助けられる。市長となったテオによって指名手配されるが、ニグマの説得を受けて再起し、ゴードンと協力してテオを抹殺する。
テオ殺害の容疑でアーカム・アサイラムに収監される、ストレンジに人格を矯正された上で解放され、母親の墓で実の父ダールと思わぬ形で再会する。家族として迎え入れられるが、父の財産を狙っていた他の家族に父を殺される。真実を知って父の仇をとり、元の人格に戻る。
アズラエルとして蘇ったテオをブッチに再び殺させる。ストレンジに復讐すべく、アーカム・アサイラムに襲撃を仕掛けるが、死んだと思っていたフィッシュの姿に驚愕する。
シーズン3
生きていたフィッシュに懸賞金を掛けて追い詰めようとする一方で、アーカム・アサイラムから脱走した怪物達の排除政策を推し進めてゴッサム市長に就任する。ニグマを右腕として愛するようになるが、彼はクリステンに面影の似たイザベラと恋仲になり、嫉妬心から彼女を事故死に見せかけて殺す。ニグマに報復されて地位を失い、銃で撃たれ海に転落するが、アイビーに救われる。
その後、裏社会がバーバラに支配されて部下達にも裏切られ、半ば自暴自棄に陥るが、アイビーの提案で、Mr.フリーズ、ファイアフライを味方にする。ニグマやバーバラ達に追いつめられるもフィッシュによって救われ、過去の事も水に流されるが、ウィルスによって暴走したゴードンに彼女は致命傷を負わされ、ゴッサムを手に入れるか焼き尽くす使命を託される。
ニグマに引き渡されそうになるが、ゴードンやバーバラ達との抗争の最中でニグマを拉致し、彼の心理を見抜き誘導する形で報復した末、Mr.フリーズに「過ちを繰り返さない為の戒め」として氷漬けにさせる。
ウィルス事件後、ナイトクラブの改装を行い、店名を「アイスバーグ・ラウンジ」へと変える。
シーズン4
市長や警察本部長と取引し、凶悪犯罪を減らす代わりに犯罪許可証を発行して犯罪を合法化し犯罪者を傘下にいれる。ソフィア・ファルコンの策謀で罪を着せられアーカム・アサイラムに入れられる。ソフィアと戦うため、復活していたニグマをアーカムに引き寄せる。脱出し、ニグマとリーを味方につけ、ソフィアを倒す。ジェロームの恐怖の軍団に入るが裏切ってゴードンに密告し、ゴッサムをガスから救う。ジェロームの双子の弟のジェレマイアがゴッサム中に仕掛けた爆弾の中継器を盗み、金を要求するがジェレマイアに拒否される。母を殺したタビサへの復讐のため、その目の前でブッチに戻ったグランディを殺す。
シーズン5
閉鎖されたゴッサムの市庁舎に陣取る。ブッチの復讐を求めるタビサを刺殺する。足を撃ったゴードンの首に懸賞金をかける。ゴードンを捕えるも、ギャングと戦うためにゴードンと共闘する。避難民の暮らすヘイブン爆破犯としてザーズを処刑しようとするが、ゴードンによって逃がされる。ニグマと協力して潜水艦でゴッサムを脱出しようとする。ゴッサムを守るため脱出をあきらめてベインと戦うが、ゴードンに逮捕され10年間刑務所に入れられた後釈放される。

### シーズン1で登場
ハービー・ブロック
演 - ドナル・ローグ、日本語吹替 - 仲野裕
ゴードンのパートナーとなるベテラン刑事。
シーズン1
腐敗しきっていたゴッサム警察に順応している様に見えるが、根は真っ当な良識の持ち主で、当初は対立していたゴードンとも相棒として徐々に友好的な関係を築き、理解者となる。
シーズン2
警察を辞めてダイナーの主人となっているが、新本部長エッセンの殉職を機に刑事に復帰する。新たに上司となったバーンズを認め、ゴードンと共に事件を追う。
ゴードンと共に、ゴッサム市長の権限を悪用してマニアックスや聖デュマ騎士団を操るテオ・ギャラバンを危険視し、ブルースの救出に一役買う。その後、ゴードンがブラックゲート刑務所に収監された際は脱走の手引きをする。
アーカム・アサイラムでの騒動の後は、ゴッサムを去ったゴードンからアーカムから解き放たれた怪物達の対処を託される。
シーズン3
賞金稼ぎになっていたゴードンがゴッサム市警に復帰した際に快く迎え入れる。アリスのウィルスの影響でバーンズがアーカム・アサイラムに収監された結果、代理でゴッサム市警の指揮を執る。
リーの計略によってウィルスを注入したゴードンが暴走するも、彼を必死に説得したことで刑事としての信念と良心を繋ぎ止めさせる。
シーズン4
借金をしていたが、犯罪許可証を発行していたコブルポットから金銭を受け取り、ゴッサム警察の腐敗に手を染めてしまう。同僚の死を招いた結果、面目を失い、警部から降格され警察を一時辞職するも、ゴードンの懇願で復職する。罪の意識に悩むゴードンを説得して公表を止めさせる。
ジェレマイアの仕掛けた爆弾を解除してゴッサムを救うも本土へ続く橋が爆破され、市民が避難する中ゴードンと共に街に残る。
シーズン5
ヘイブン爆破犯に仕立て上げられ処刑されそうになったザーズをゴードンと共に救う。
ゴードンとリーが署内で結婚式を挙げた際にはその媒酌人となる。
10年後、ニグマの脱走を助けた看守殺しの嫌疑を一時かけられるも誤解は解け、ゴードンとともにバットマンの出現を見る。
バーバラ・キーン
演 - エリン・リチャーズ、日本語吹替 - 白川万紗子
ジェームズ・ゴードンのフィアンセでアートギャラリーのオーナー。過去にレニー・モントーヤと恋愛関係にあった。
シーズン1
ゴードンが次第にレスリーに心を移した結果、レニーとの関係に戻る。ゴッサム市警の本部長ローブの陰謀で、ゴードンが捜査していた殺人鬼・オーガに誘拐され、両親を殺すよう強制されて実行した結果、精神に異常をきたし、カウンセリングを行うレスリーに襲いかかってアーカム・アサイラムに収容される。
シーズン2
ジェローム等と共にゴッサムに混乱をもたらそうとするテオ・ギャラバンの手引きでアーカム・アサイラムを脱走する。レスリーを誘拐し、テオの犯罪の証拠を見せるとゴードンを騙し、ゴッサム大聖堂でゴードンとレスリーの二人を殺そうとして転落し、意識不明の重体となった上で、再度アーカム・アサイラムに送還される。
ストレンジによって退院させられた後はタビサの元に身を寄せてギャングの世界へと身を投じる。ウェイン夫妻の殺害にストレンジやインディアン・ヒルが関わっている事に関するゴードンの情報集めに協力する。
シーズン3
タビサと関係を続けながらギャングの世界で徐々に頭角を現していく。ヒステリックになる傾向を増す。
裏社会を牛耳る邪魔になるコブルポットを追い落とすため、彼に恋人を殺されたニグマを部下にするも、ニグマを敵とするタビサやブッチの不満を買う。
その後、梟の法廷が引き起こしたウィルスによる暴動の対策の鍵となっているジャービスを拉致してゴッサムを牛耳ろうと目論むが、ニグマに裏切られジャービスを連れ出される。タビサとブッチに裏切られ、ブッチの額を銃で撃ち抜き、その後はタビサも殺そうとするが、わずかな隙を突かれて反撃されて感電死する。
シーズン4
ラーズ・アル・グールによって復活させられ武器販売業を始め、タビサとセリーナを仲間にする。ペンギンの手下としてニグマを誘拐するために送り込まれるが、ソフィアと組んでペンギンを倒す。3人でセイレーン・クラブの共同オーナーとなる。”影の同盟"の女性メンバーに支持され、ラーズの遺志に従ってリーダーの"デーモンズ・ヘッド"になる。ラーズの遺産を受け継いでタビサを遠ざける。だがバーバラを気に入らない"影の同盟"が復活させたラーズは"デーモンズ・ヘッド"の力を取り戻す。再びラーズを殺す。
シーズン5
本土と切り離されたゴッサムに残る。目の前でタビサをペンギンに殺され、ペンギンをつけ狙う。ゴードンの子を妊娠する。潜水艦でゴッサムを脱出しようとするペンギンとニグマに協力する。ゴードンが撃たれて昏睡状態の間、ギャングたちを休戦させる。ゴードンの娘を出産するも、父の仇と恨むナイッサ・アル・グールに捕らえられる。ゴッサムが本土と連絡され、10年後には実業家として成功している。娘をジェレマイアに誘拐されるが、ゴードンとバットマンに救出される。
サラ・エッセン
演 - ザブリナ・ゲバラ、日本語吹替 - 土井真理
ゴッサム市警の殺人課長でゴードンとブロックの上司。周辺の汚職行為を止めたいと思っている真っ当な警察官である。
シーズン1
真摯に犯罪と立ち向かおうとするゴードンの姿勢を評価し、家族への被害を恐れながらも、彼やブロックに可能な範囲で協力する。ファルコンとマローニの大規模な抗争が起こった際も、犯罪に屈しない毅然として姿勢を見せる。
シーズン2
ローブ本部長の陰謀によって解雇されたゴードンがペンギンと取引をしてローブを辞任に追い込んだ結果、新たに本部長に昇進する。しかし、テオ・ギャラバンに放たれたマニアックスのリーダーであるジェロームがゴッサム市警を襲撃し、彼によって瀕死の重傷を負わされて死ぬ。この死は、ブロックがゴッサム市警に復帰する切っ掛けになる。
アルフレッド・ペニーワース
演 - ショーン・パートウィー、日本語吹替 - 高瀬右光
ブルース・ウェインの執事かつ保護者。元特殊空挺部隊。
シーズン1
ブルースの幸せを誰よりも願い、心配しながらも両親の死の調査に協力する。護身の手段として戦闘訓練を施す。
その後、戦友であったレジナルド・ペイン（レジー）と再会するが、実はウェイン・エンタープライズの重役達が送り込まれており、不正の証拠書類を盗もうとした彼に重傷を負わされる。しかし、ブルースは復讐へ向かい、重役達に密告しようとしたレジーをセリーナが転落死に見せかけて殺害してしまう。
シーズン2
ブルースが両親の死の真相や父の秘密を調べる姿を心配するあまり、父のコンピュータを壊してしまい、激怒したブルースによって解雇を言い渡される。だが訓練を施すのを条件に撤回され、またコンピュータを修復する為に、ウェイン・エンタープライズに勤務するルーシャスを雇う。レジーを殺害したセリーナを許す事が出来ないが、ブルースが危機に陥った際は、彼女と共闘する。リーに内心惹かれていたが、彼女がゴードンの恋人であった事を知り失恋する。
新たなゴッサムの市長となったテオ・ギャラバンが、「ゴッサムの息子」としてブルースの抹殺を目論んだ際は、彼を守るべく奮闘する。ゴードンやブロック、コブルポット、セリーナと共に聖デュマ騎士団の拠点であるタワーへと向かい、ブルースを救出する。ウェイン夫妻を殺したマローンを自殺へ追いやってしまった事に責任を感じたブルースが、セリーナと共に路地で生活を送るのを心配する。
シーズン3
ブルースと共にウェイン・エンタープライズの重役会でインディアン・ヒルに関する告発を行おうとするが、その直後にブルースが梟の法廷に誘拐されてしまい、脅迫された事で告発を諦める。ブルースに酷似した少年・514A（実は、ブルースのクローン）をウェイン邸に滞在させるが、常軌を逸した戦闘力を備えた514Aに不安を覚える。
514Aが去った後、大人に成長させられたアイビーが盗んだネックレスを切っ掛けに、梟の法廷と関わる事になり、ブルースやセリーナと共に梟の法廷の金庫から水晶の梟を入手する。また、ゴッサムに戻ってきたセリーナの母親・マリアに惹かれる。ブルースと共にマリアに金を手渡すも、母親に裏切られ傷ついたセリーナが、ブルースを拒絶するようになってしまう。蘇生されたジェロームが、ウェイン邸を襲撃しブルースを連れ去られた際には、ゴードンやブロックと共にジェロームのいるカーニバルへ向かい、自力で窮地を脱したブルースと無事に再会する。
しかし、今度は梟の法廷に従っていた514Aがブルースに成り代わり、本物のブルースは梟の法廷に連れ去られてしまう。セリーナに暴力的な対応を取った姿を見た事で、正体を確信する。514Aに逃げられた後、梟の法廷の中心人物であるキャサリンの掌を突き刺して脅す。キャサリンはバーンズに殺されてしまい、行き詰ってしまったアルフレッドは、ストレンジを屋上から落とそうとする形で脅してブルースの居場所を聞き出し、ウェイン社へ向かってブルースが一線を越えようとしたのを止めるが、アリスのウィルス爆弾は爆発してしまい、ブルースを洗脳していたシャーマンを射殺する。
ブルースの洗脳は解けず、シャーマンの言い残した言葉に従ってラーズ・アル・グールの元へ向かう。これを追うが捕まり、洗脳されたブルースに刺され瀕死の重傷を負うが、泉の水の力で傷が回復する。
シーズン4
ブルースと二人三脚で犯罪者と戦い始める。ラーズを殺したのち享楽にふけるブルースを諫めて解雇される。改心したブルースに請われて復帰する。誕生日にバット・モービルを贈る。重傷を負ったセリーナとともに爆弾を仕掛けられたゴッサムから避難しようとする。
シーズン5
セリーナ、ブルースとともに封鎖されたゴッサムに留まる。ジェレマイアに誘拐されるがブルースに救い出される。バーバラをベインから守って重傷を負う。旅に出るブルースを見送る。10年後、バットマンとして帰還したブルースをルーシャスとともに支える。
セリーナ・カイル / キャットウーマン
演 - キャムレン・ビコンドヴァ/リリー・シモンズ(成人)、日本語吹替 - 佐藤美由希
若いホームレスの泥棒で、自称「キャット」。ブルースとの間にほのかな恋愛感情を育む事になる。しかし、同じ天涯孤独の身ではあっても、裕福な環境である者とそうではない者との違いから擦れ違いを起こしてしまう事も多いが、それでもブルースの存在は次第に大きくなっていく。
後にバットマンと複雑な間柄の女怪盗「キャットウーマン」となる人物。
シーズン1
物語の冒頭で、偶然ウェイン夫妻殺害の現場を目撃し、それが縁で事件の捜査を行うゴードンと関わる事になる。人体実験の材料を求めるドールメーカーに、他の浮浪児達と共に彼の施設へ送り込まれそうになるも、ゴードンに助けられる。逃亡し、成り行きでウェイン邸に滞在しブルースと出会うが、コッパーヘッドに狙われて、ウェイン邸を襲撃して来た際はブルースと共に脱出する。最終的にはゴードンに助けられ、守ろうとしてくれたブルースに対して好意を抱いていく。
その後、アルフレッドに瀕死の重傷を負わしたレジーを探していたブルースに協力するも、レジーを突き落として殺害してしまう。そしてレジーから入手した情報から、ブルースやバーバラと共にウェイン・エンタープライズのチャリティー・パーティーに潜入し、重役バンダースロウから金庫のカギを盗み出す。
海辺にいた際、ドールメーカーの元から逃亡してきたフィッシュ達と遭遇し、彼女に誘われて部下となるが、フィッシュがマロー二を銃殺した事に驚愕し逃亡する。
シーズン2
コブルポットの手下になっている一方で、ブルースの事も気に掛けるが、レジーを殺害してしまった事からアルフレッドには嫌悪される。
コブルポットが母親を人質にとったテオ・ギャラバンに脅され、市長候補のライバル達の抹殺を命令されて、放火魔のパイク兄弟を実行役として雇いに行く。しかし、彼らの妹で親友でもあったブリジットが無理矢理犯罪の実行役をさせられて警官を殺害したため、ブリジットをゴッサムから逃がそうとする。これを知った兄弟をブリジットは火炎放射器で焼き殺し、喜びを覚えるようになる。
ブルースに接触してきたテオの姪シルバーに嫉妬し警戒する。シルバーに本性を現すよう仕向け、ブルースの両親を殺した男であるマローンの情報を引き出す。テオ率いる聖デュマ騎士団によってブルースが誘拐された際は、ゴードンやアルフレッド、コブルポットに協力して彼の救出に一役買う。テオの死後、ブルースに頼まれてマローンを殺す銃を用意し、マローンの自殺を招く。犯罪者の心理を知ろうとしたブルースと共に路地で過ごし、孤児として生きる為の術を教える。
死んだと思っていたブリジットがアーカム・アサイラムの地下施設であるインディアン・ヒルにいる事を聞かされ、アーカムに潜入して助けようとし、脱走を目論んでいたニグマと遭遇する。ストレンジの洗脳によって自分を炎の女神だ思い込まされたブリジットに再会し、家来になる振りをしてアーカムから脱出する。
シーズン3
引き続き泥棒家業を行う。当初はアーカムで蘇生され脱走していたフィッシュに協力する。油断して捕まっていた所をブルースと同じ顔をした少年514Aに救われるも、身体の傷を見て本物のブルースではない事に気付く。ブルースから想いを打ち明けられる。
フィッシュの部下の力で大人の女性になっていたアイビーと再会する。アイビーが盗んだネックレスを、梟の法廷と敵対するウィスパー・ギャングに狙われる。ブルースやアルフレッドと共にネックレスに隠された鍵を使って水晶の梟を入手し、5歳であった自身を捨てた母マリアと再会する。ルースに諭されて母と和解するも、ブルースから多額の金を騙し取ろうとしていたことを知り、絶縁を宣言し、ブルースとも大喧嘩になってしまう。
再び514Aが接触してきて、その正体に気付きブルースに何をしたのか問い詰めるが、突き落され意識不明の重態に陥ってしまう。アイビーの献身的な治療によって回復し、アルフレッドにブルースが本物ではない事を明かすが、514Aには逃げられてしまう。
梟の法廷によるウィルス散布事件の後、再びブルースと喧嘩になり別れる。バーバラと決別したタビサに接触し、鞭術を習う事になる。
シーズン4
タビサとともにバーバラの仲間になる。ペンギンを倒したのちはセイレーン・クラブの共同オーナーとなる。変身したアイビーの危険性をゴードンに伝える。ジェレマイアからブルースとアルフレッドを救い出すが、腹部を撃たれる。脊椎に損傷を負う。
シーズン5
閉鎖されたゴッサムの中で脊椎は回復せず、自殺を図って失敗する。ブルースがアイビーから手に入れた種を飲んで回復する。ジェレマイアを恨み、探し出して刺す。アイビーに操られたブルースとルーシャスを正気に戻す。ゴッサム解放後、ブルースが旅に出たことで傷つく。10年後には怪盗となり、バットマンとなったブルースと再会する。
アイビー・ペッパー / ポイズン・アイビー
演 - クレア・フォーリー→マギー・ゲハ→ペイトン・リスト、日本語吹替 - 鈴木秀香
ウェイン夫妻殺害の濡れ衣を着せられたマリオ・ペッパーに虐待される植物好きの娘。
シーズン1
母親が自殺した後は孤児院に入ったが脱走し、路上生活をしているところをセリーナ・カイルと会い、その後は彼女と関わっていたブルース・ウェインとも知り合う。過去の経緯から人間不信になっているものの、自分の面倒を見てくれているセリーナに対しては心を開いている。
シーズン2
ゴードンにセリーナの隠れ家を教える。
シーズン3
ムーニーの手下に成長を促進させられて成熟した女性の姿となる。植物を使った香水の能力を利用して梟の法廷に関わるネックレスを盗み出し、それを狙う勢力に命を狙われる。セリーナとブルースはネックレスを返却しようとして梟の法廷の存在を知り、水晶の梟を入手する切っ掛けになる。
その後、ニグマに殺されかけたコブルポットを偶然見つけて治療して親しくなり、アーカムで生み出された怪物達の軍団を作り出す事を提案する。セリーナに対する思いも残っており、ブルースのクローンである514Aに突き落とされて瀕死の重傷を負った彼女の送還された病院に向かって治療する。
アリスのウィルスによる騒動の後は、コブルポットの元に身を寄せる。
シーズン4
コブルポットからぞんざいな扱いをされたため彼の元から離反する。中国人が営んでいる薬局の薬を飲んだことで姿が変わり、引っ掻いた人間の体内に植物を生えさせる能力を手に入れる。プロジェクトMを調査し、ラザラスの水を奪って逃げる。ラザラスの水で危険な植物を作り出し、その植物で父親を殺したブロックに復讐を謀ろうとするが、休暇中だったため代わりに彼の同僚を殺害する。自身を捕まえに来たブロックを洗脳してゴードンを殺させようとするが失敗する。ウェイン・エンタープライズのパーティーで洗脳した人々に暴動を起こさせる。残ったラザラスの水で危険な植物をさらに作り出そうとするがセリーナに阻止される。
シーズン5
人々を殺して死体を公園の植物の肥料にしていたために監禁されていたが、ブルースに救い出されてセリーナを治す種を渡す。ゴッサムを壊滅させ、愛する植物に支配させようとし、ザーズを操りゴードンを狙撃させる。ブルースとルーシャスを操って川を汚染しようとする。ゴードンを殺そうとするがリーに撃たれて逃げ出す。
エドワード・ニグマ / リドラー
演 - コーリー・マイケル・スミス、日本語吹替 - 稲垣拓哉
ゴッサム市警で働く鑑識官。仕事に関してはそれなりに優秀であるのだが、ナゾナゾ形式で情報を提供することを好む等、奇行が目立っており、ゴードンやブロックを辟易させる。また、普段は大人しく無害であるのだが、内面は自惚れが非常に強く、自分を否定されると暴力的な衝動が抑えられなくなり、やがて高圧的かつ暴力的な「リドラー」というもう一つの人格を持った二重人格者へと陥っていく。リドラーの人格は常に自信に満ちているが、その分自惚れの強さから油断してしまう悪癖があり、それが原因で度々足をすくわれている。
シーズン1
片思いの女性クリステンとコミュニケーションを図るもうまくいかず、その後クリステンに暴力を振るっていたボーイフレンドのドアティと諍いになった末、反射的に殺害してしまい、死体も処分する。この時の経験を機に、リドラーの人格が表面化していく。
シーズン2
ドアティが去ったと思い込んでいたクリステンと急速に接近するも、彼女の言葉を真に受けた結果、ドアティを殺害した真実を告白してしまい、激しく拒絶した彼女を衝動的に殺害し、二重人格が現れる。クリステンの死体を埋めて遺棄しようとした際、偶然居合わせた登山家と思われる人物も殺害し、テオ・ギャラバンの襲撃に失敗して命からがら逃げていたコブルポットと遭遇する。彼を治療して家に匿い、説得して再起させる。その後、テオの逮捕に失敗し、指名手配に追い込まれたゴードンも自宅に匿い、彼がコブルポットと結託してテオの打倒に向かう切っ掛けを作る。
クリステン殺害をゴードンが疑っていると勘違いし、罠にはめる。同僚の警察官を殺害し、冤罪を着せてゴードンをブラックゲート刑務所へ送り込むも、ゴードンが脱走し、埋めたクリステンの遺体を確認するよう仕向けられた結果、殺害が明るみに出て逮捕され、アーカム・アサイラムに収監される。
地下にあるインディアン・ヒルで狂気の人体実験が行われているのを知り、脱走を図るも失敗する。インディアン・ヒルの全容がばれそうになっている騒動に乗じてストレンジに取り入り、ブルースとルーシャスの二人を追い詰めるも失敗し、再び独房に押し込まれる。
シーズン3
コブルポットによって出所させられて右腕となり、彼から絶大な信頼を得るが、クリステンに面影の似たイザベラと恋仲になり、それが原因で嫉妬したコブルポットにイザベラを殺されてしまう。バーバラに、イザベラ殺しの黒幕がコブルポットである事を教えられて復讐を謀り、港でコブルポットを銃で撃ち殺したと思い込んで以降は、リドラーを名乗る様になる。
バーバラの依頼で梟の法廷の謎を解明しようとして捕らわれ、再会したコブルポットと共闘して脱出する。バーバラの元へ戻るが、コブルポットを差し出すと言うゴードンの提案を受けて裏切り、梟の法廷が引き起こしたウィルス騒動対策の鍵となるジャービスを連れ出す。ゴードンや激怒したバーバラ達との抗争の中でコブルポットに捕らわれ、油断した彼の隙をついて形勢を逆転させそうになるが、逆に自分の心理を見抜いていたコブルポットの掌の上で踊らされてしまい、「同じ過ちを犯さない為の戒め」としてMr.フリーズによって凍り漬けにされ、改装したペンギンの店のオブジェにされる。
シーズン4
同級生によって蘇生させられるが脳は元に戻らない。ブッチ・ギルジーン（ソロモン・グランディ）の友達になってナローズの格闘技試合で金を稼がせる。リーをナローズの指導者として支えるが、リドラーの人格が戻る。二重人格に苦しみ、ペンギンの企みで自らアーカム・アサイラムに入る。かつてのリドラー人格を取り戻し、リーと愛し合うようになる。リーに裏切られ、相打ちになる。
シーズン5
記憶喪失に襲われる。知らない間に自分が避難民の住むヘイブンを爆破したことを知り、目撃者を殺す。ストレンジによって脳に行動を操作するチップを埋め込まれたことを知るが、ゴードンがチップを破壊する。ペンギンと協力し、潜水艦でゴッサムを脱出しようとするが、街をベインから守るために残る。逮捕され10年間アーカム・アサイラムに入れられるが、脳死を装ったジェレマイアの策謀で脱走し、ウェイン・タワーの爆破を企みジェームズ市長を誘拐する。捕らえられるも再び脱走する。
カーマイン・ファルコン
演 - ジョン・ドーマン、日本語吹替 - 辻親八
マフィアのボスであり、またフィッシュ・ムーニーのボス。かつてジェームズ・ゴードンの父親の友人であった。また、ゴッサムを陰から支配する梟の法廷とも関わりがあり、逆らう事が出来なかった為に、たとえ自身に不利益な事でも、彼等に従い続けていた。
シーズン1
フィッシュが差し向けて来たライザに心を開きかけるも、真実を知った事で自らの手で彼女を絞殺し、自身を貶めようとしたフィッシュを憎み、部下達に彼女を追わせる。その後、マローニ率いる勢力との本格的な抗争となり、ゴードン達の活躍で何とか命を落とさずに済んだが、事件後に引退する。
シーズン2
ブロックに頼まれてゴードンをブラックゲート刑務所から脱獄させる。
シーズン3
息子のマリオがリーと結婚する事になり、それを心から祝福する。しかし、マリオはジャービスによって凶暴化するウィルスを打ち込まれてしまい、自身でも徐々にマリオの様子がおかしくなっていくのに気付いていたが、彼の幸せを願うあまり黙認してしまい、その結果、マリオは完全にウィルスに支配され、リーを殺害しようとした所でゴードンに射殺されてしまう。
その後はゴードンを憎んでザーズ達にゴードンを狙わせるも、マリオがウィルスに支配されていた事実を確信していたリーに懇願される形でゴードンの殺害を諦める。その後、接触してきたゴードンから、父や叔父が一員となっていた梟の法廷との関係を問い質される事になり、その関係について語る。
シーズン4
ペンギンと戦うゴードンに助力を求められるが、死期が近いことを理由に断る。娘ソフィアをゴッサムでのペンギンとの抗争から連れ戻そうとして殺される。
マリア・メルセデス・“フィッシュ”・ムーニー
演 - ジェイダ・ピンケット＝スミス、日本語吹替 - 本田貴子
元ナイトクラブのオーナーであり、ドン・ファルコン傘下のギャングを率いている。キャラクターの由来は怪鳥人間バットマンのエピソード33に登場したキャットウーマンの子分たち「フィッシュ」に潜んでいた潜入捜査官「ムーニー」から。
シーズン1
ファルコンを転落させて後釜に座ろうと謀るが失敗してゴッサムから逃げだすが、ドールメーカーに捕らえられる。その後、自身と同じく捕らわれた者達を利用してゴッサムに戻り、自身を「ベイビー」と見下していたマローニを銃殺するも、コブルポットとの対決で、ビルの屋上から突き落とされ、転落死する。
シーズン2
ヒューゴ・ストレンジによって蘇生させられ、被験体の中で唯一、元の記憶を保持したままで甦り、相手に触れて意のままにする能力を得る。その後、インディアン・ヒルで起きた騒ぎに乗じて、怪物にされた者達をバスに乗せて脱走。そこに居合わせたコブルポットやブッチを驚愕させ、余裕に満ちた態度でそのまま姿を消す。
シーズン3
序盤で自らを恐れたコブルポットによって、怪物達を率いる首魁として懸賞金を掛けられているものの、自身の予想とは大きく異なる形である種の「怪物」となっていたコブルポットを見直すようになっている。能力を多用する事で徐々に寿命が縮んでおり、体調不良になっていた事から、ストレンジを捕らえ、その直後にコブルポットと再会するも、見逃されている。
その後、梟の法廷が引き起こしたウィルス騒動に乗じて再び姿を見せ、ニグマ達に殺されそうになっていたコブルポットを助け出し、過去の事を水に流す。Mr.フリーズとファイアフライを従え、ストレンジが生み出したワクチンを独占する事でゴッサムを牛耳ろうとするものの、黒幕である悪魔の頭（デーモンズ・ヘッド）の傘下達との交戦中に、ウィルスで暴走していたゴードンに致命傷を負わされる。コブルポットにゴッサムを手に入れるか、出来なければゴッサムを焼き尽くす使命を託し、再び死亡する。
レスリー（リー）・トンプキンス
演 - モリーナ・バッカリン、日本語吹替 - 松谷彼哉
アーカム・アサイラムの女性病棟で働く精神科医。
シーズン1
ゴッサム市長とローブ本部長の陰謀でアーカムに看守として左遷されてしまったゴードンと出会い、バーバラと擦れ違いを繰り返す事になってしまったゴードンと恋仲になっていくも、オーガによって強制的に両親を殺害させられて正気を失ったバーバラに襲われ、危うい所をゴードンに救われる。
シーズン2
ゴッサム市警に検視官として入るが、法を犯してでも犯罪者との危険な戦いにのめり込んでいき、バーバラとの関係に苦悩するゴードンに不安を覚えていく。
ゴードンとの間に子供を身籠り婚約し、一度は共に狂気に満ちた街であるゴッサムを出ようとするが、ブルースがテオの率いる聖デュマ騎士団に連れ去られたのが切っ掛けで、結局ゴードンはゴッサムを去ろうとせず、法律では裁けないテオを殺害してしまう。更にはニグマに警官殺しの冤罪を着せられる形で陥れられブラックゲート刑務所に送還されてしまったゴードンから別れを告げられてしまい、流産してゴッサムからも去る。
シーズン3
医師でありファルコンの実子でもあるマリオ・カルヴィと恋仲になる。アリスの件でゴードンを逆恨みしていたジャービスによって標的にされてしまう。アリスの血液から作り出されたウィルスを注射されたマリオが結婚式の日に凶暴化して殺されそうになるが、ゴードンによってマリオは射殺されてしまい、ゴードンに対する激しい憎悪に支配される。
マリオと同じくウィルスで暴走したバーンズの姿を見た事で、事態を理解し、ファルコンにゴードンの命を狙うのを止めるよう懇願する。しかし、その後ゴードンに対する憎しみは増して精神にも異常をきたす。ウィルスのサンプルを盗んで自らに注射してしまう。
狂気に支配された結果、ゴードンもウィルスを注射するよう仕向け、彼をゴッサムから連れ去ろうとするが、最終的にはワクチンによって治癒される。ゴードンに置き手紙を残して去る。
シーズン4
自分が苦しめた人々を救うためナローズで無償の医療活動を行い、そのために格闘技試合のリングドクターとなって資金を稼ぎ、後に格闘技の主催者となる。右腕にしていたニグマに暗殺されかける。手下に裏切られ、ソフィアに手を痛めつけられてナローズから追い出される。ソフィアを撃って昏睡状態に落とし、ナローズに戻って裏切った相手に復讐する。ニグマと関係を結び、法を無視してナローズに尽くすために協力する。ゴードンをめぐってニグマと争い、相打ちになる。
シーズン5
ドランスに捕らえられ、脳内にチップを埋め込まれてゴードンを襲うもチップを破壊されて正気を取り戻す。ゴードンとともにジェレマイアの毒拡散の試みを発見するがテッチの催眠術にかかる。ブルースとセリーナに術を解かれる。狙撃されたゴードンを治療し、回復した彼と結婚する。ゴードンの子を身ごもったバーバラの出産を助ける。10年後、夫ゴードンを助けてウェイン・タワーの爆弾を解除する。
ルーシャス・フォックス
演 - クリス・チョーク、日本語吹替 - 藤沼建人
ウェイン・エンタープライズに所属する天才技術者。両親の死を調べ続けるブルースと出会い、彼の父親であるトーマスが立派な人物であった事を告げている。それを機に、自身もウェイン・エンタープライズの抱えている闇について共に調べていく事になり、インディアン・ヒルでの一件後は、辞職してゴッサム警察に勤める事になる。
後にウェイン・エンタープライズのCEOとなり、バットマンの使用するガジェットやツールの多くを開発する事になる。その後ゴッサム警察に科学担当として勤める。ジェレマイアの仕掛けた爆弾をブロックが解除するのを助ける。ゴードンらとともに、市民が避難したゴッサムに残る。ヘイブン爆破の現場をニグマとともに調べ、ロケット弾によるものであることを知る。アイビーに操られて川を汚染しようとするが、セリーナにより正気に戻される。10年後、バットマンとして戻ったブルースを支える。
ブッチ・ギルジーン / サイラス・ゴールド / ソロモン・グランディ
演 - ドリュー・パウエル、日本語吹替 - 高瀬右光
フィッシュ・ムーニーの右腕の仕置人。
シーズン1
当初はフィッシュに忠実であったものの、彼女が連行された後、洗脳されてコブルポットの忠実な手下となる。その後、フィッシュと再会するものの、洗脳の影響が受けていた結果、彼女を銃で撃ってしまい、自らの目の前でコブルポットによってフィッシュが川に突き落とされるのを目の当たりにする。
シーズン2
再びコブルポットに仕えていたが、テオ・ギャラバンに誘拐されたコブルポットの母親の居所を知るため、左手を切り落とされ、コブルポットを裏切ったふりをしてテオに近づくも、タビサによって洗脳を解かれた結果、コブルポットの母親の殺害に加担してしまう。
最終的には再びコブルポットの手下となり、アズラエルとして蘇ったテオに、コブルポットの命令でロケットランチャーを撃ち込み殺害する。
シーズン3
コブルポットに仕え続けるが、彼が自身よりもニグマに信頼を置き徴用している事が気に食わず、レッドフード・ギャングを利用し自作自演で解決する形で自身の価値を証明しようとして失敗する。ニグマによって目論見がバレたため、タビサと共にバーバラに仕える。
扱いが酷くなったバーバラを見限ろうとするが、頭を撃たれて昏睡状態になる。その際、医師によって本名が「サイラス・ゴールド」である事が発覚する。
シーズン4
インディアン・ヒルの汚水に捨てられて蘇生し、腕は元に戻るが、記憶を失い青白い肌となり超人的な強さを手に入れる。「ソロモン・グランディ」と名乗り、ニグマの友人となって格闘技の試合で金を稼ぐ。タビサの助けで記憶を取り戻す。ペンギンに誘われて恐怖の軍団に入る。ブッチに戻るが、愛するタビサの前でペンギンに殺される。

### シーズン2で登場
テオ・ギャラバン /  アズラエル
演 - ジェームズ・フレイン、日本語吹替 - 玉木雅士
ウェイン家に復讐を誓いゴッサムに混乱をもたらそうとする実業家。実は、表向きは温和な紳士を演じているが、かつてウェイン家の先祖に不具にされ追放されたケイレブ・デュマの子孫で、「ゴッサムの息子」と呼ぶブルース・ウェインを殺害しウェイン家を滅亡させる事を使命としている狂人。ゴッサム市長オーブリー・ジェームズを誘拐して妹のタビサに拷問させ、更にはアーカム・アサイラムに収監されたジェロームやバーバラを脱走させて結成した犯罪集団マニアックスを放って残虐非道な犯罪を行わせてゴッサムを混乱に陥れる。その後、マニアックスにチャリティーパーティーを襲撃させてブルースを殺させようとするが、土壇場でジェロームを裏切る形で殺害し、ゴッサムの危機を救った英雄として名を上げて、市長選に立候補する。母親ガートルドを人質にしてコブルポットを脅し、市長選の他の候補達を襲撃させる。両親の死の真相を追っているブルースに姪シルバーを差し向け、両親の死に関する情報を提供する代わりに経営権を奪い取ろうとするが、ブッチを送り込んだコブルポットに出し抜かれそうになる。タビサがブッチの洗脳を解き裏切らせ、逆にコブルポットを陥れようと画策し、タビサにガートルドを殺させてコブルポットを絶望に追い込むが、逃げられてしまう。
ゴッサム市長に選ばれるが、ゴードンには不審がられ、祝賀会でコブルポットが報復の襲撃を行った結果、ゴードンに必ず真相を暴露すると宣言される。ゴードンに前市長を救出されて誘拐の犯罪が明るみに出てしまい逮捕されるが、その直前にウェイン夫妻の死に関する資料を隠滅する。前市長に偽証させる事で釈放され、ブルースを誘拐して殺そうとする。あまりにも自己中心的な振る舞いから、シルバーはおろか妹のタビサにまで見限られ、ゴードンとコブルポットに捕縛された後、コブルポットから滅多打ちにされ、もはや合法的な手段は不可能と判断したゴードンに殺される。
死体がインディアン・ヒルに運ばれてストレンジの手で蘇生されるも、過去の記憶を失ってしまった上に、元々持ち合わせていた狂気が剥き出しになり凶暴化する。蘇生処置で強靭な身体能力を得ており、ストレンジによってデュマ教団の騎士アズラエルと思い込まされた事で、鎧や鉄仮面、剣を装備し、操り人形として放たれる。ストレンジの命令でゴードンの命を狙う過程で殺戮を行い、ゴッサム市警も襲撃する。その後、デュマ家の墓地で、タビサの説得で記憶を取り戻すも、裏切られた記憶も蘇ってタビサに瀕死の重傷を負わせる。再びブルースの命を狙い、ウェイン邸を襲撃するも、駆けつけたペンギンの命令を受けたブッチの放ったロケットランチャーによって上半身を吹き飛ばされ、死亡する。
タビサ・ギャラバン / タイグレス
演 - ジェシカ・ルーカス、日本語吹替 - 桜木可奈子
テオの妹で鞭使い。テオの右腕である。
シーズン2
当初はテオに忠実に従っていたが、自らの目的の為に身内をも顧みない姿勢を見せる彼に愛想を尽かし、裏切って逃亡する。
その後、バーバラと行動を共にしていたが、ゴードンからテオがストレンジによってアズラエルとして蘇り、殺戮に走る様になった事実を聞かされた事で、デュマ家に関する情報を教え、一族の墓のある墓地へと向かうい、変わり果てた姿となったテオと再会する。必死に説得し記憶を思い出させるも、裏切られた記憶まで戻った結果、剣で貫かれ瀕死の重傷を負ってしまう。
シーズン3
バーバラと再び行動を共にしているが、ニグマによって片腕を失ってしまう事になる。バーバラがニグマと組んだため、ブッチとともに不満を募らせる。ブッチは額を銃で撃ちぬかれてしまうが、バーバラを殺害する。その後、普通に暮らす事を望むようになったセリーナが接触してきて、彼女と一緒に暮らして鞭術を教える事になる。
シーズン4
セリーナとともにバーバラの仲間となる。ナローズの格闘技試合で記憶を失ったブッチ（ソロモン・グランディ）を倒し、拷問して記憶を取り戻させる。ペンギン失脚後はセイレーン・クラブの共同オーナーとなる。ラーズの遺産を継いだバーバラから離れる。"影の同盟"のバーバラに反対する勢力に協力してラーズを復活させるが、ラーズがバーバラを殺そうとするのを知って再びバーバラ側につく。目の前で、母を殺した復讐としてペンギンにブッチを殺される。
シーズン5
ペンギンに復讐をはかるが、逆に殺される。
ヒューゴ・ストレンジ
演 - B・D・ウォン、日本語吹替 - 加瀬康之
アーカム・アサイラムおよびインディアン・ヒルで働き、人体実験に情熱を燃やす医師。“哲学者”。
シーズン2
アーカムの所長として赴任するが、収容中のオズワルドや患者を厚生と称して脳内を実験で改造して、人格改造を試みる、
またゴッサム内で犯罪を犯しているミスター・フリーズ、ファイアフライ、ジェロームらの遺体をインディアン・ヒルに収容し蘇生を試みる。研究がより暴走し、犯罪者たちを蘇生させ、より超人的な怪物へと進化させていくがゴードンに逮捕される。
シーズン3
フィッシュに幽閉されていた屋敷から連れ出され、再び科学者として復帰する。梟の法廷の命令でアリスのウイルスを広範囲に散布できるように改良する。ウイルス騒動の中ゴッサムシティから脱出しようとするが、フィッシュ達に捕われて治療薬を渡す。
シーズン4
グランディとなったブッチを元に戻す。ペンギンからニグマとリーを蘇生することを要求される。
シーズン5
ニグマとリーを蘇生させるが、脳に行動を操るチップを埋め込む。重症を負ったエドゥアルド・ドランスをベインに改造する。
ナサニエル・バーンズ / 処刑人
演 - マイケル・チクリス、日本語吹替 - 間宮康弘
エッセン殉職後にゴッサム警察に赴任し指揮を執る警部。若手警官からなるアルファ部隊を創設する。
シーズン2
規律に厳しくやや融通の利かない石頭な面もあるが、不正は許さない高潔さも持つ人物で、当初こそゴードンとは良好な関係を築いていたが、彼がテオ・ギャラバンの殺害に関係している可能性が出始めてから、その関係に亀裂が走り始める事になる。
シーズン3
序盤では、わだかまりを捨てて刑事に復帰してきたゴードンと和解するも、ジャービスの引き起こした事件で、不幸にもアリスのウイルスに感染してしまった結果、狂暴性を表して犯罪者たちを私的に処刑し始める様になり、発覚してアーカム・アサイラムに収監される。面会に来たリーは、別人の様に変わってしまったバーンズを見た結果、殺される直前のマリオも既に手遅れであった事を認める。
その後、梟の法廷の中心人物であるキャサリンの手引きによって脱走させられ、黒のレザースーツを着て左腕に鎌の付いたアームを装備し、フランクと共に梟の法廷を欺いたゴードンを抹殺する刺客に仕立てられる。ゴードンを捕らえて処刑しようとするも、警官たちに妨害される。ゴッサム市警も襲撃するが、尋問を受けていたキャサリンの首を切断して殺害し、ゴードンによってショットガンでアームごと左腕を吹き飛ばされる。
事件後、再びアーカムへ送還されようとした途中で脱走し、行方をくらます。

### シーズン3で登場
ジャービス・テッチ / マッド・ハッター
演 - ベネディクト・サミュエル、日本語吹替 - 江越彬紀
妹アリスを求めてゴッサムに来る催眠術師。
シーズン3
催眠術の能力は高く、薬学等にも長けているが、芝居掛かった言動の目立つその本質は狂気によって倒錯しきったマッドサイエンティストで、アリスへの病的な執着心から賞金稼ぎとなっていたゴードンを利用する。トゥイードルダムとトゥイードルディーを雇い、ゴッサム市警を襲撃する。しかし、アリスから本性を聞かされたゴードンに阻まれ、諍いの末にアリスは転落死してしまう。ゴードンを逆恨みし、復讐すべく無関係な人間達に催眠術をかけて自殺させ、交友関係にあるリーやバレリーを巻き込む。アリスの遺体から血液を採取して人間を凶暴化させるウィルスを制作し。リーの婚約者であったマリオを標的にし、凶暴化した彼をゴードンに射殺させ、リーに憎まれるよう仕向ける。
アーカム・アサイラムに収監されるが、面会に来たリーを言葉巧みに誘導し、自分でウィルスを体内に注入するよう仕向ける。梟の法廷によって改造されたウィルスが散布され、ゴッサム中が大混乱に陥った際は、血液が対抗策となりえるために一時的に釈放される。ゴッサムの実権を握ろうとする様々な勢力に狙われるが、ゴードンがウィルスに冒されているのに気付いて暴走するよう挑発し続けた結果、彼によって瓶一杯分の血を抜き取られてしまい、瀕死の重傷を負う。
事件後は輸血による治療が行われ、再びアーカム送りとなる。
シーズン4
ジェローム、スケアクロウとともにアーカムから脱走し、ラジオを通して人々を催眠術にかけて自殺させようとするが、ゴードンに阻止される。ジェロームの恐怖の軍団に入る。
シーズン5
ジェレマイアの指示でゴードンとリーに催眠術をかける。
ラーズ・アル・グール
演 - アレクサンダー・シディグ、日本語吹替 - 山野井仁
"影の同盟"のリーダー。
シーズン3
シャーマンの遺言に従ってやって来たブルースに剣でアルフレッドを刺させる。
シーズン4
バーバラを復活させてデーモンズ・ヘッドの能力を与える。アレックスを殺したことで、ゴードンに逮捕される。自分を殺すためにブラックゲート刑務所に侵入したブルースに自分を殺すよう仕向け、彼に殺される。"影の同盟"内のバーバラに反対する勢力によって復活させられる。ジェレマイアと協力し、ゴッサム中に爆弾を仕掛ける。再びバーバラとブルースに殺される。

### シーズン4で登場
ソフィア・ファルコン
演 - クリスタル・リード、日本語吹替 - 甲斐田裕子
カーマイン・ファルコンの娘。
シーズン4
ペンギンと戦うために父にゴードンが助力を求めたのに応え、父の代わりにゴッサム・シティに来てペンギンに接近する。影響力を駆使して、ブロックに代わりゴードンを警部に昇進させる。ピッグを雇って凶悪犯罪を起こさせ、父を暗殺させ、コブルポットを冤罪で凋落させる。痛めつけたリーに頭部を撃たれて昏睡状態となる。

## リカーリング

### シーズン1で登場
レニー・モントーヤ
演 - ヴィクトリア・カルタヘナ、日本語吹替 - 志田有彩
ゴッサム市警の重犯罪課の刑事。過去にバーバラ・キーンと恋愛関係にあった女性。
クリスパス・アレン
演 - アンドリュー・スチュワート＝ジョーンズ、日本語吹替 - 綿貫竜之介
ゴッサム市警の重犯罪課の刑事でレニー・モントーヤの相棒。
オーブリー・ジェームズ
演 - リチャード・カインド
ファルコンと繋がるゴッサムの市長。10年後も市長を務める。
ガートルド・カプルプット
演 - キャロル・ケイン、日本語吹替 - 小林さとみ
オズワルド・コブルポットの過保護な母親。テオ・ギャラバンに捕えられ、タビサに殺される。
サルヴァトーレ・マローニ
演 - デイヴィッド・ザヤス、日本語吹替 - 楠見尚己
ファルコンとライバル関係にある新興のイタリアン・マフィアの首領でレストラン経営者。ゴッサムのリトル・イタリー地区やウォーターフロントを牛耳っている。また麻薬市場や拳銃密輸を仕切っている。ファルコンとの抗争の中、ムーニーに殺される。
ライザ
演 - マッケンジー・リー、日本語吹替 - 下山田綾華
ムーニーのナイトクラブのオーディションを受けに来た歌手で、ファルコンの誘惑を命じられる。ファルコンに正体がばれて絞殺される。
アルバレス
演 - J・W・コルテス
ゴッサム市警の刑事。
ビクター・ザーズ / ミスター・ザーズ
演 - アンソニー・カリガン、日本語吹替 - 松田修平
ファルコンのサディスティックなヒットマン。殺人のたびにその数を画線法で肌を彫って記録する。ファルコンの引退後はコブルポットに仕えるようになる。ソフィア・ファルコン側に寝返ってコブルポットの凋落を招く。避難民の住むヘイブン爆破犯として、コブルポットに殺されそうになるが、ゴードンとブロックに救い出される。アイビーに操られてゴードンを狙撃する。
ギリアン・B・ローブ
演 - ピーター・スコラーリ
ファルコンと手を組んでいるゴッサム市警本部長。コブルポットに脅迫されてゴードンをゴッサム市警に復帰させ、自身は本部長を辞職する。
ジェローム・ヴァレスカ
演 - キャメロン・モナハン、日本語吹替 - 野村勝人
スネークダンサーのライラ・ヴァレスカと占い師のポール・キケロの精神病の息子。テオの手下となりゴッサム警察を襲撃してエッセンらを殺す。TVカメラの前でテオに殺されるが、その暴力と笑いは市民に伝染する。のちに蘇生させられる。アーカム・アサイラムでペンギンと知り合う。マッドハッター、スケアクロウとともに脱走する。叔父を殺して聖イグナティウスの名を聞き出す。ペンギン、ファイアフライ、マッドハッター、スケアクロウ、ミスター・フリーズらを集めて恐怖の軍団を結成する。ゴッサム市民を笑いガスの犠牲にしようとして失敗し死ぬが、双子の弟のジェレマイアを笑いガスで狂気に落とす。
ジョナサン・クレイン / スケアクロウ
演 - チャーリー・ターハン、日本語吹替 - 寺島惇太
ジェラルド・クレインの十代の息子。父親のジェラルドが彼に恐怖を克服する薬を打ったあとにゴードンに射殺される。ジェラルドに打たれた薬の影響で気が狂ったためアーカムに入れられる。
強盗団がコブルポットの犯罪許可証制度に反抗するためにアーカムからジョナサンを連れ出し、恐怖ガスを作らせる。強盗団は恐怖ガスを使って犯罪許可証を持たずに銀行強盗をする。強盗団に恐怖の対象である案山子と一緒に部屋に閉じ込められるが克服する。その時に案山子の格好をして「スケアクロウ」と名乗るようになる。アーカムへ行って自身を強盗団へ差し出した所長に恐怖ガスをかけて狂気に陥らせる。アーカムの患者達を独房から出す。父親を殺したゴードンが来たため復讐しようとする。
ジェロームとテッチと共にアーカムを脱走する。ジェロームに頼まれて笑気ガスを作り、飛行船からゴッサムに散布しようとする。ジェレマイアの指示でアルフレッドを探しに来たブルースを狂わせようとするがセリーナに阻止される。
無法地帯と化したゴッサムで部下を率いてゴッサム市警の食料を奪うなど犯罪を犯す。

### シーズン2で登場
シルバー・セント・クラウド
演 - ナタリー・アリン・リンド、日本語吹替 - 逢葉まどか
テオ・ギャラバンおよびタビサの姪。ブルースと同じ学校に入学する。
ブリジット・パイク / ファイアフライ
演 - ミッシェル・ヴェインティミラ、カミラ・ペィッツ（シーズン3から）、日本語吹替 - 大関英里
放火魔のヴィラン。パイク兄弟に虐待される義妹でセリーナの友人。大火傷を負い防火服が肉体と一体化して、インディアン・ヒルに入れられる。コブルポットに仕えるようになる。ジェロームが作った恐怖の軍団に入り、彼を護衛する。無法地帯と化したゴッサムでミスター・フリーズと縄張り争いをする。
エセル・ピーボディ
演 - トーニャ・ピンキンズ、日本語吹替 - 岡田恵
ストレンジ教授の助手。ムーニーの手下に殺される。
ビクター・フライス / ミスター・フリーズ
演 - ネイサン・ダロウ、日本語吹替 - 中川慶一
難病の妻ノーラを救うために連続誘拐殺人事件を起こし、人体の冷凍保存技術を研究する。コブルポットに仕えるようになる。コブルポットを裏切った偽装のもとに冷凍してソフィアに売る。ジェロームが作った恐怖の軍団に入り、ウェイン産業の研究員に笑気ガスを量産させる。無法地帯と化したゴッサムでファイアフライと縄張り争いをする。
514A
演 - ダヴィード・マズーズ、日本語吹替 - 田村睦心
ゴッサムに突然現れたブルース・ウェインにそっくりの少年。以前の記憶がなく、格闘能力に優れる。

### シーズン3で登場
バレリー・ベール
演 - ジェイミー・チャン、日本語吹替 - 中恵光城
ガゼット紙の記者。ゴードンと恋仲になる。ヴィッキー・ベールの叔母。
マリオ・カルヴィ
ジェームズ・カルピネロ、日本語吹替 - 佐々木義人
カーマイン・ファルコンの息子でレスリーと結婚するが、アリス・テッチのウイルスに感染して凶暴性を現し、レスリーを殺そうとしたところをゴードンに殺される。
梟の法廷
ゴッサムの秘密結社。インディアン・ヒルやファルコンと繋がっている。シャーマンの指示を受けたタロンに殺される。
キャサリン・モンロー
演 - レスリー・ヘンドリックス
“梟の法廷”の幹部。バーンズに殺される。
フランク・ゴードン
演 - ジェームズ・レマー、日本語吹替 - 拝真之介
“梟の法廷”の一員でジム・ゴードンの叔父。ジムとは音信不通だった。
タロン
演 - Brandon Alan Smith
“梟の法廷”の暗殺者。シャーマンの命令で梟の法廷と繋がりのあるものを殺す。
リーグ・オブ・アサシンズ
ラーズ・アル・グール率いるヴィランのグループ。
センセイ / シャーマン
演 - レイモンド・J・バリー
ブルースが捕えられた寺院でブルースを訓練する老師。アルフレッドに殺される。
アーサー・ペン / ベントリロクエスト
演 - アンドリュー・セロン、日本語吹替 - 小形満
元々はファルコンの部下だったペンギンの会計士。ペンギンの部下として地味な役回りながら書類仕事をそつなくこなす。ペンギンとソフィアの抗争に巻き込まれて、一時引退する。再びペンギンの部下に戻るがペンギンにぞんざいな扱いをされたため、避難民が暮らすヘイブンへ逃亡する。ストリートデーモンズに撃たれる。殺されたと思われたが、腹話術人形の「スカーフェイス」に別人格を表現させてニグマとペンギンの前に現れる。ペンギンに宝を渡すこととボスの座を譲ることを要求するが断られる。ペンギンと争った末にスカーフェイスを破壊され、自身はニグマに撃ち殺される。

### シーズン4で登場
ヴァネッサ・ハーパー
演 - ケルシー・グリフィン
GCPDの女性刑事。
ラズロ・ヴァレンティン / プロフェッサー・ピッグ
演 - マイケル・セルヴェリス
ペンギンの金を受け取っていた汚職警官を殺し、その遺体に豚のマスクを被せる殺し屋。浮浪者を毒殺し、その肉でミートパイを作ってソフィア主催の児童養護施設の開設パーティーで出してペンギンらに強制的に食べさせるがゴードンに逮捕される。後にアーカムから脱走して再びゴードンの前に姿を現し、自身はソフィアに雇われてゴッサムで犯罪を犯すよう指示されていたことを明かす。ゴードンと揉み合いの末にソフィアに射殺される。
ジェレマイア・ヴァレスカ / ジョーカー
演 - キャメロン・モナハン、日本語吹替 - 野村勝人
ジェロームと双生児でザンダー・ワイルドと名乗る。裕福な家庭に引き取られ、天才的な科学者となる。手下のエコーにジェロームを誘拐させる。死んだジェロームの遺した笑いガスで狂気に陥る。ウェイン産業に製造させた多数の新型発電機を爆弾として用い、ゴッサム中に仕掛けるが、ゴードンとブロックに解除される。アルフレッドとブルースを捕える、二人を救い出したセリーナを撃つ。残った爆弾で市長を殺し、すべての橋を爆破する。少年たちを捕えて、閉鎖されたゴッサムから外へのトンネルを掘らせる。回復したセリーナに刺されるが回復する。その後ウェイン邸への地下トンネルを開通させ、洗脳した二人のカップルとアルフレッドを利用してブルースを追い詰める。しかしセリーナの妨害によって失敗し、毒ガスを作っていたエース科学でブルースと対決するも薬品タンクに落下して敗北する。脳死を装って10年間アーカム・アサイラムに入れられながら、ウェインタワーを爆破しようとゴッサム市警を混乱させる。ゴードンとバーバラの娘を人質にとるが、バットマンとなったブルースによって倒される。
エコー
演 - Francesca Root-Dodson、日本語吹替 - 松浦裕美子
ジェレマイア・ヴァレスカの右腕。ジェレマイアの指示でジェロームを誘拐する。ジェロームが呼び出したジャービスに洗脳されてジェレマイアを連れ去ろうとするがゴードンに気絶させられる。ジェレマイアが狂気に陥ったことで彼女も狂気に陥る。ゴッサム市警でジェロームの信者達に暴動を起こさせる。その後もジェレマイアの指示に従い続けるが、10年後にバーバラの娘を誘拐しようとしてバーバラに刺され、ジェレマイアにとどめを刺される。

### シーズン5で登場
エドアルド・ドランス / ベイン
演 - シェーン・ウェスト
ジム・ゴードンの戦友。
テレサ・ウォーカーの命令により軍隊を率いてゴッサムの救援に現れる。しかしニグマを脳内チップで操って避難民のいるヘイブンを爆破させた張本人であり、協力を拒否したゴードンを始末しようとする。
ゴードンと死闘を繰り広げ致命傷を負うも、ストレンジによってに改造されベインを名乗るようになる。
ウォーカー(ナイッサ)の命でブルース、ゴードン、ウェイド将軍を誘拐し、バーバラを襲ってアルフレッドに重傷を負わせる。グリーンゾーンにいる市民を殺害しようとするが、仕方なく命令に従っていた部下達に止められる。
ナイッサ・アル・グール / テレサ・ウォーカー
演 - ジェイミー・マーレイ
エドアルドの上司。
ゴードンとの戦闘で致命傷を負ったエドアルドをストレンジのもとに連れて行き、ベインとして復活させる。
リーの脳内チップを作動させてゴードンを襲わせるも失敗する。その正体はラーズ・アル・グールの娘であり、父を殺したブルースとバーバラに復讐し、ゴッサムを破壊しようとするも、ゴードンとバーバラに負傷させられて逃亡する。

## ゲスト

### シーズン1で登場
トーマス・ウェイン
演 - グレイソン・マッカウチ
ウェイン・エンタープライズのCEOでブルースの父。社内の腐敗を知り、暗殺されるがブルースに秘密の部屋を残す。
マーサ・ウェイン
演 - ブレッテ・テイラー
トーマスの妻でブルースの母。夫と共に暗殺される。
パトリック・"マチス"・マローン
演 - マイケル・ボーウェン
ウェイン夫妻を殺害した殺し屋。ブルースはシルバーからマローンが両親を殺害したことを聞き、家を突き止めて復讐として彼を殺そうとするが生きるのに疲れた彼は抵抗しないでどこを撃てば殺せるか教える。その様を見てブルースは復讐を諦めて部屋を出る。その直後にマローンは拳銃で自殺する。
モリー・マティス
演 - シャロン・ワシントン
ウェイン・エンタープライズの中間管理職で他の社員と共に違法行為に手を染めている。
クリステン・クリングル
演 - チェルシー・スパック、日本語吹替 - 小林未沙
エドワード・ニグマが魅かれるゴッサム市警のアーキビスト。ニグマに殺される。
ハービー・デント
演 - ニコラス・ダゴスト、日本語吹替 - 遊佐浩二
「ハンサムで暖かく、魅力的」である地方検事代理。ゴードンと共にウェイン夫妻殺害犯を捜査する。
後にヴィラン「トゥーフェイス」となる人物。
ニコライ
演 - ジェレミー・デヴィッドソン
ロシアン・マフィアのリーダー。フィッシュ・ムーニーと手を組んでファルコン打倒を狙うが殺される。
リチャード・シオニス / ブラックマスク
演 - トッド・スタシュウィック、日本語吹替 - 楠大典
シオニス投資のCEO。廃ビルで社員に黒いマスクを被らさせて、殺し合いをさせていた。廃ビルの場所がゴードンに突き止められ、潜入した彼を部下に殺害させようとするが失敗する。仮面を付けて今度は自身の手でゴードンを殺害しようとするが敗北し、逮捕される。
アーカム・アサイラムから脱走後、テオから協力を求められたが、拒んだためタビサに殺される。
トミー・エリオット
演 - コール・ヴァリス
ブルースを虐める同級生。虐めの仕返しとしてブルースに殴られる。数年後、過去のことは水に流してブルースの友人になる。
後にヴィラン「ハッシュ」となる人物。
ガブリエル
演 - アレックス・コッラード
オズワルドの下で働く凶悪犯。
ラリッサ・ディアス / コッパーヘッド
演 - レスリー・アン・ブラント
ウェイン夫妻殺害事件の証人を殺すために雇われた歪んだ暗殺者。
ジャック・ブチンスキー / エレクトロキューショナー
演 - クリストファー・ハイアーダール
元マフィア銀行強盗で、電器の武器や技術を使ってマローニに復讐しようとする。逮捕後、アーカム・アサイラムで「ジャック・グルーバー」の名の下にほかの囚人に電気けいれん療法の実験を行う。その後、守衛を殺害して脱獄するが、ゴードンによって逮捕されて再び投獄される。
アーロン・ダンジング
演 - ケヴィン・マコーミック
ブチンスキーにより実験された囚人。
アーノルド・ジョン・フラス
演 - ダッシュ・ミホク
ゴッサム市警の腐敗した麻薬捜査官。
ゲラ医師
演 - フィリップ・ヘルナンデス
ゴッサム市警の検視官。
ジェラルド・クレイン
演 - ジュリアン・サンズ、日本語吹替 - 大川透
重度の恐怖症に悩まされる人々のグループのメンバー「トッド」を装ったシリアルキラー。
ジョン・グレイソン
演 - ロバート・ゴリー
ハリーズ・サーカスのフライング・グレイソンのメンバー。
後にバットマンのサイドキック「ロビン」となるディック・グレイソンの父親となる人物。
メアリー・ロイド
演 - アビー・スニー
ハリーズ・サーカスのパフォーマー。ジョン・グレイソンの婚約者でライバル。
後にバットマンのサイドキック「ロビン」となるディック・グレイソンの母親となる人物。
レッドフード・ギャング
銀行から盗んだ金を市民にばら撒く強盗団。3件目の銀行を襲う直前にゴッサム市警と銃撃戦になり、射殺される。
フランシス・ドゥルマチャー / ドールメーカー
演 - コルム・フィオール
ヨーロッパのマッドサイエンティスト。人々を誘拐して人体実験や臓器売買に利用する。
トーマス・シュミット
演 - エリオット・ヴィラー
ドールメーカーの下で働く守衛。
収容所職員
演 - ジェフリー・コムズ
囚人の身体をドールメーカーに横流しする収容所職員。
レジナルド・“レジー”・ペイン
演 - デヴィッド・オハラ、日本語吹替 - 天神英貴
アルフレッドの特殊空挺部隊時代からの友人。密偵としてウェイン・エンタープライズの取締役会のために働く。セリーナに殺される。
ジェイソン・レノン / オーガ
演 - マイロ・ヴィンティミリア、日本語吹替 - 阪口周平
完璧な女性を探し求め、「テスト」に合格しなかった者を次々と殺害する若く、裕福なシリアルキラー。バーバラを狙うが、ゴードンに射殺される。

### シーズン2で登場
アーロン・ヘルジンガー / アミグダラ
演 - スティンク・フィッシャー
知能が幼児並みの大男。素手で家族を殺したことでアーカムへ収容されていた。テオ・ギャラバンの手引きでアーカムを脱走し、ジェローム・ヴァレスカをリーダーとしたマニアックスに入る。
クリール神父
演 - ロン・リフキン
追放されたデュマ家の縁者で、「聖デュマ騎士団」を率いる。
エドアルド・フラミンゴ
演 - Raúl Castillo
殺し屋でカニバリズムを行う。ゴードンを殺そうとするが失敗し、逮捕される。留置所に入れられる直前にパークス巡査を噛み殺す。
ノーラ・フライス
演 - クリステン・ヘイガー、日本語吹替 - 岡本沙保里
ビクターの妻。
イライジャ・バン・ダール
演 - ポール・ルーベンス
コブルポットの父。グレースがコブルポットへ渡した毒入りの酒を誤って飲み、死亡する。
グレース・バン・ダール
演 - メリンダ・クラーク、日本語吹替 - 加納千秋
イライジャの妻。コブルポットにイライジャを殺したことがばれて殺される。
ベイジル・カルロ / クレイフェイス
演 - ブライアン・マクマナマン
インディアン・ヒルでの実験によって、他人に化ける能力を持つ。ストレンジの指示でゴードンに化けてゴッサム市警がインディアン・ヒルを捜索しないよう時間稼ぎをする。バーバラにリーのことを聞かれて誰だと聞き返したため、ゴードンではないことがばれる。イザベラを殺したコブルポットへ復讐するためにニグマに雇われる。

### シーズン3で登場
アリス・テッチ
演 - Naian Gonzalez Norvind、日本語吹替 - 岡純子
ジャービス・テッチの妹で体内に凶暴性を増大させるウイルスを抱える。不慮の事故で死亡する。
ダムフリー・ツイード、ディーバー・ツイード / トゥイードルダム、トゥイードルディー
演 - アダム・ぺシェル、ハッピー・アンダーソン
プロレスラーをやっている5人兄弟のうちの2人。ジャービス・テッチに洗脳されてアリス・テッチを連れ出すためにゴッサム市警を襲う。そこで兄弟のうち2人が死亡し、1人が逮捕される。その後もジャービスの指示に従い、最終的に逮捕される。
ピーター・ゴードン
ジェームズ・ゴードンの父親。事故死と思われたが暗殺である。
マリア・カイル
セリーナの母親。過去に捨ててしまった娘を思ってゴッサムに戻ってきたかと思われたが、実際は愛人の男と茶番を演じて、セリーナと惹かれ合っているブルースから多額の金を巻き上げるのが目的である。

### シーズン4で登場
アヌビス
リーグ・オブ・アサシンズから送り込まれる。
ヘッドハンター
演 - カイル・ヴィンセント・テリー
ビクター・ザーズがいない代わりにペンギンの護衛をする。ペンギンの命令でプロフェッサー・ピッグの起こした事件をゴッサム市警と捜査する。
デンティスト
演 - D.バロン・バディ・ボルトン
ペンギンの部下。拷問相手の歯を抜いてコレクションに加えている。ペンギンの命令でソフィアを殺害しようとするが、家族を殺すと彼女に脅迫されペンギンを裏切る。ソフィアの命令でペンギンの居場所を吐かせるためにニグマを拷問する。
グリフィン・クランク
演 - トーマス・ライオンズ
レスリー・トンプキンスを殺すようエドワード・ニグマに雇われたおもちゃ屋。おもちゃの飛行機に爆弾を付けてリーを殺害しようとするがソロモン・グランディに阻止される。その後、自身のおもちゃ屋まで辿り着いたジェームズ・ゴードンとルーシャス・フォックスを細工されたおもちゃで殺害しようとするが失敗する。ニグマと会話していたところをジムに射殺される。
コスモ・クランク
演 - クリス・ペルフェティ
グリフィン・クランクの息子。ジムに情報提供する。後にヴィラン「トイメーカー」となる人物。
ロドニー・ハーラン
演 - マリク・ヨバ
少佐。ジェームズ・ゴードンを逮捕する。

### シーズン5で登場
マグパイ
演 - Sarah Schenkkan、日本語吹替 - かないみか
宝石を盗んで爆弾のレプリカに置き換える盗賊。ペンギンの宝を盗んだため彼に殺された。
ミュータントリーダー
演 - シッド・オコネル
手下を率いてブルースとセリーナを殺そうとするがセリーナの猛攻に敗北する。その後、アイビーに操られて再びセリーナを殺そうとするが敗北する。
ジェーン・カートライト / ジェーン・ドゥ
演 - Sarah Pidgeon
インディアン・ヒルでの実験によって、触れた人間に姿を変えることができる。父親が母親に殺害された事件で物的証拠がなかったため、虐待されていたと知らなかったハービー・ブロックやディックスらに母親が父親を殺したと証言させられたことで母親は有罪となり、自身はアーカムへ収容された。インディアン・ヒルでの騒動で脱走する。無法地帯と化したゴッサムでディックスらを殺害後、自身の家でブロックと話し、彼から仮面を外すように促されてマスクを外し、怒りを露にして彼を撃とうとするも逆に撃ち殺される。
バーバラ・リー・ゴードン
演 - Jeté Laurenceen、日本語吹替 - 遠藤綾
ジェームズ・ゴードンとバーバラ・キーンの間に産まれた娘。産まれた直後にナイッサ・アル・グールに連れ去られるが、ジムとバーバラに助けられる。10年後にジェレマイア・ヴァレスカに誘拐されるが、ジムとバットマンに助けられる。